# Die Schiffbrüchigen der Zeit
Die Schiffbrüchigen der Zeit (Les Naufragés du temps) ist eine Science-Fiction-Comicserie von Zeichner Paul Gillon und Autor Jean-Claude Forest. Die Serie entstand zwischen 1964 und 1989. Für Band 1–4 schrieb Forest die Szenarios, alle weiteren Alben wurden von Paul Gillon selbst getextet. Der Titel ist eine Hommage an den ersten Band von Die geheimnisvolle Insel von Jules Verne der im Original Les Naufragés de l'Air (Die Schiffbrüchigen des Luftmeeres) heißt.

## Handlung
Um die vom Untergang bedrohte Menschheit zu retten, wurden Christopher Cavallieri und Valerie Haurèle im 20. Jahrhundert in speziellen Raumkapseln ins All katapultiert. Während Cavallieri im Jahr 2990 geborgen und auf die Erde gebracht werden kann, muss seine Begleiterin unter dramatischen Bedingungen auf fremden Planeten gesucht werden. Zusammen mit seinen neuen Freunden gelingt es Cavallieri schließlich die „Große Plage“ auf der Erde zu vernichten.

## Alben
- 1: Der schlafende Stern (L'Étoile Endormie, 1974)
- 2: Das Rätsel der Caroner (La Mort Sinueuse, 1975)
- 3: Labyrinth der Illusionen (Labytinthes, 1976)
- 4: Das lebende Universum (L′Univers Cannibale, 1976)
- 5: Zärtliche Bestie (Tendre Chimère, 1977)
- 6: Die träumenden Herrscher (Les Maîtres-Rêveurs, 1978)
- 7: Das Zeichen von Beselek (Le Sceau de Beselek, 1979)
- 8: Welt ohne Wiederkehr (Ortho-Mentas, 1981)
- 9: Wege des Vergessens (Terra, 1984)
- 10: Die große Plage (Le Cryptomère, 1989)

## Veröffentlichung
Die ersten neun Seiten erschienen 1964 in dem kurzlebigen Magazin Chouchou (1964–1965). Erst zehn Jahre später wurde die Serie in der Zeitung France Soir fortgesetzt. Ab 1977 veröffentlichte Gillon die Serie dann im Alleingang im Comicmagazin Métal hurlant. In der Heftreihe Topix – Comics der Spitzenklasse des Bastei Verlags wurden die ersten Fünf Alben teilweise gekürzt ab 1977 in Deutschland verlegt. Die beiden ersten Hefte wurden nur zweifarbig gedruckt und manche Zeichnungen wurden ent-erotisiert, also weibliche Nacktheit durch Übermalen „entschärft“.
Zwischen 1988 und 1991 veröffentlichte der Carlsen Verlag die Serie vollständig, ungekürzt und vierfarbig auf Deutsch. Zwischen 2015 und 2017 erschienen die Alben erneut, nun als Hardcover-Ausgabe, beim Verlag Splitter.